# Kněžiště

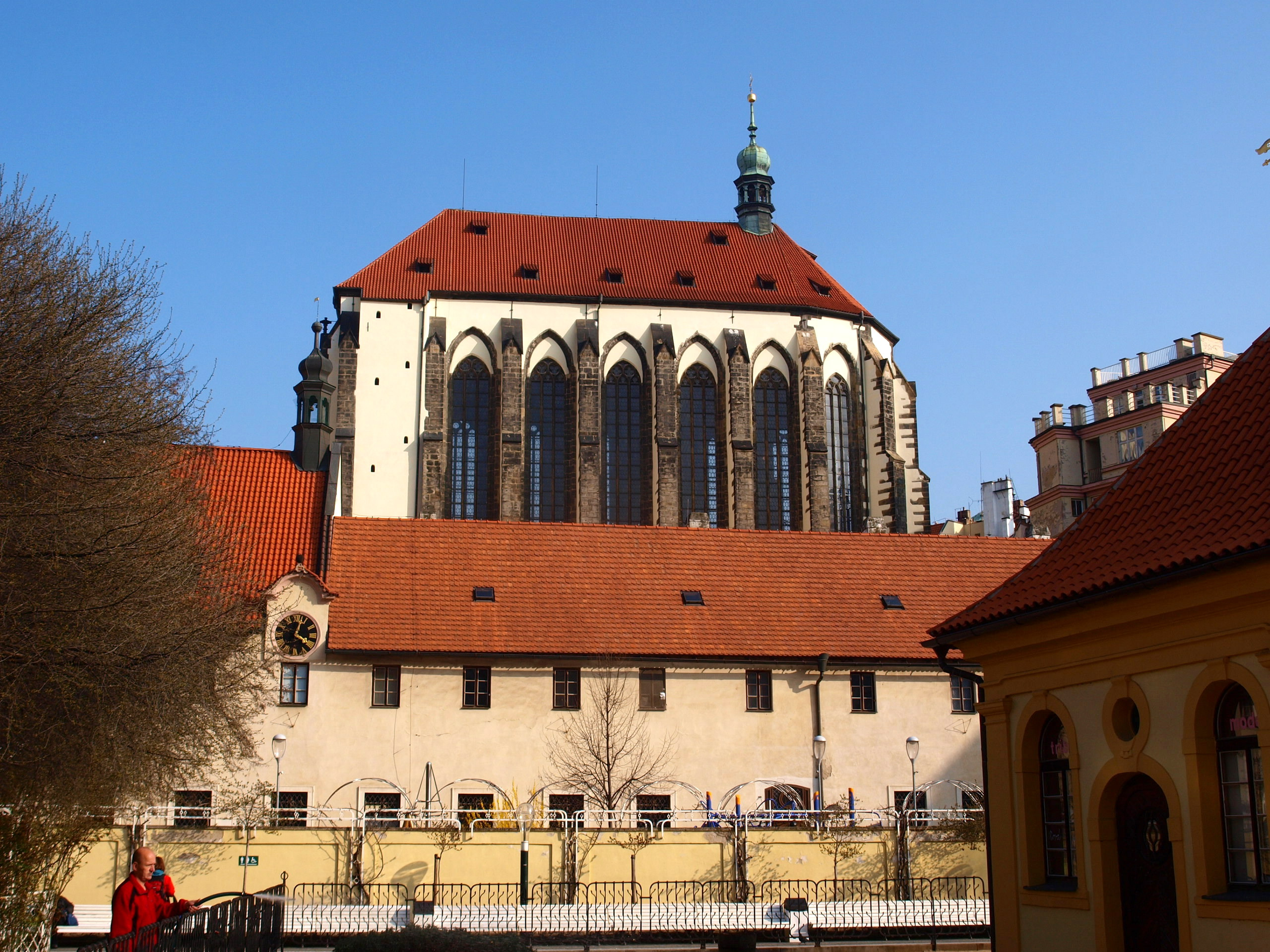
Kostel Panny Marie Sněžné v Praze: současný kostel byl původně zamýšlen pouze jako presbytář, loď však nebyla nikdy dokončena a později bylo její zdivo využito při výstavbě mladších budov kláštera

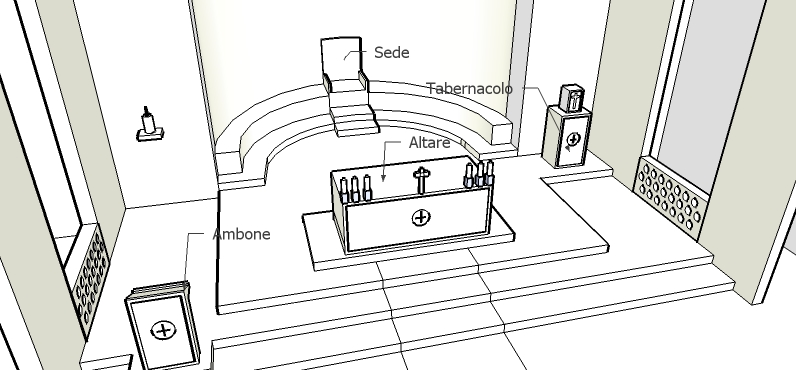
Jedno z možných schémat moderního kněžiště

Kněžiště čili presbytář (z latinského presbyterium), někdy též chór, je část prostoru křesťanského kostela či katedrály, která je vyhrazena kněžím.
V případě pravoslavného chrámu je oddělen od chrámové lodi ikonostasem a celý prostor je nazýván oltář (oltářní stůl je nazýván prestol). 

## Popis
V románské architektuře se presbytář skládá ze dvou částí. Ze čtvercového nebo obdélného chóru a apsidy. V gotické architektuře však toto rozdělení ztrácí smysl, neboť presbytář už není uzavřen apsidou. Proto je u gotických kostelů používán termín chór a presbytář prakticky jako synonyma. Gotické presbytáře jsou zpravidla ukončeny polygonálně.
Pokud je či byl kostel kapitulním či pokud jde o klášterní kostel žebravých řádů, bývá presbytář značně rozlehlý a jsou v něm umístěny chórové lavice neboli stally. Vždy je v něm umístěn také hlavní oltář a kněz (lat. presbyter) tam koná bohoslužbu. Na rozhraní lodi a presbytáře (někdy vysunuta poměrně hluboko do lodi) je umístěna vyvýšená kazatelna. Po Druhém vatikánském koncilu je zde navíc ještě umístěn obětní stůl. V gotických kostelích je také často dochován kamenný nástěnný sanktuář, který má Čechách v pozdní gotice často podobu velmi zdobného kamenného věžového pastoforia.
Od chrámové lodi bývá tento prostor oddělen tzv. triumfálním obloukem. Ve středověku byl presbytář od lodi oddělen navíc ještě tzv. letnerem (lat. lektoriem) neboli chórovou přepážkou. V českých zemích presbytář od lodi kostela odděluje tzv. oltářní mřížka, u které se věřícím podává svaté přijímání. V šedesátých letech se často z důvodů praktických – prostor pro postavení provizorního oltáře pro celebraci tzv. tváří k lidu (viz obětní stůl) – mřížka odstranila. Nikdy však nevyšel předpis, který by odstranění mřížek či jejich nebudování v kostelích dovoloval. V roce 1967 bylo v instrukci z Říma, která byla v českých zemích publikována v Acta Curiae, jasně psáno, že zvyk podávat přijímání věřícím u oltářní mřížky má být zachován.
Presbytář bývá obvykle (především ve středověku je tato podmínka poměrně závazná) orientován, tj. směřuje na východ.
Někdy se v blízkosti presbytáře nacházela oratoř. S presbytářem je většinou propojena okny. Vedle presbytáře či za ním je téměř vždy umístěna sakristie, která slouží k uchovávání liturgického náčiní, mešních rouch atp. Ve středověku mívala kromě toho také funkci kaple.